# Erica regia
Erica regia är en ljungväxtart. Erica regia ingår i släktet klockljungssläktet, och familjen ljungväxter.

## Underarter
Arten delas in i följande underarter:
- E. r. mariae
- E. r. regia

## Bildgalleri

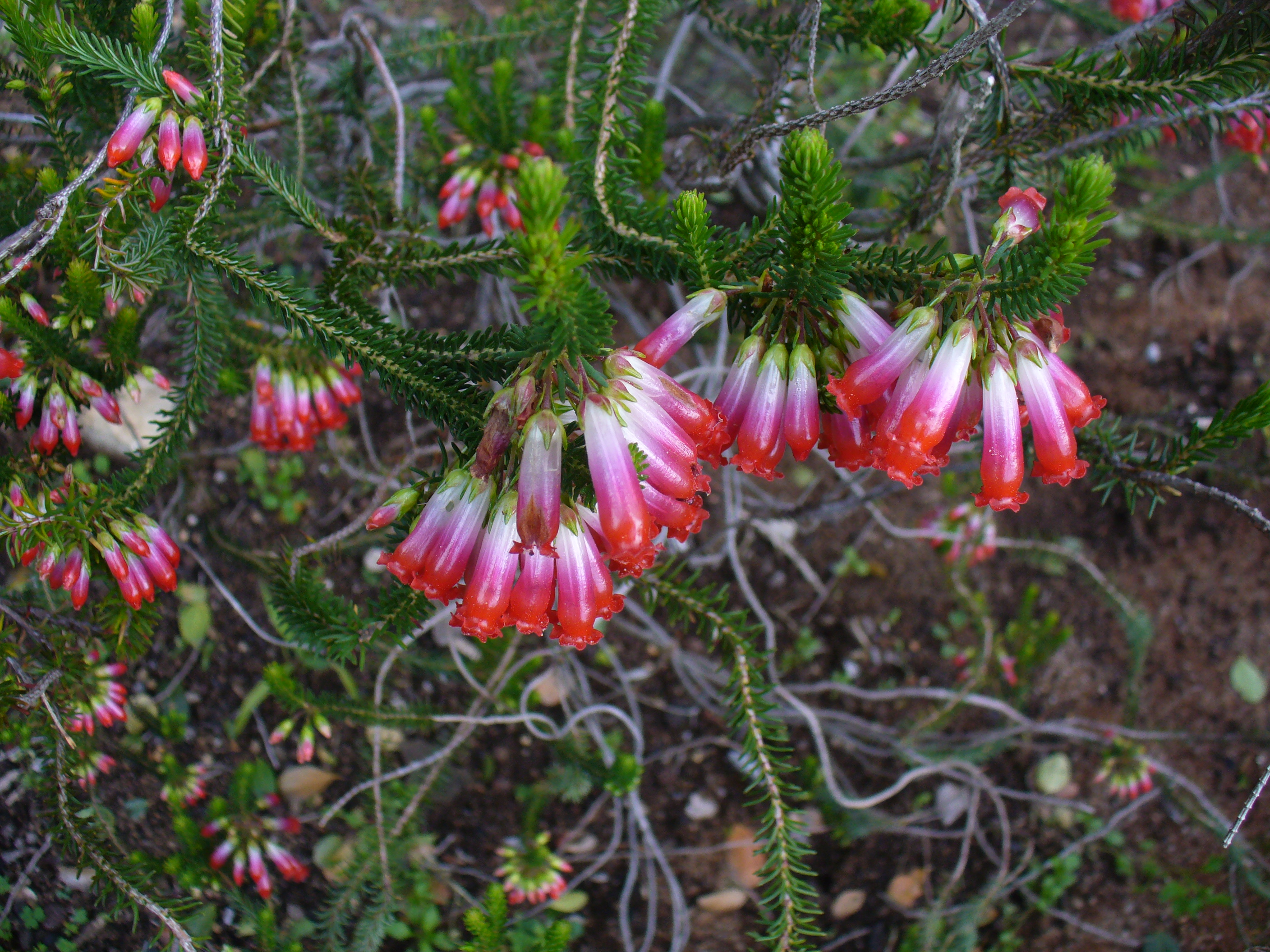
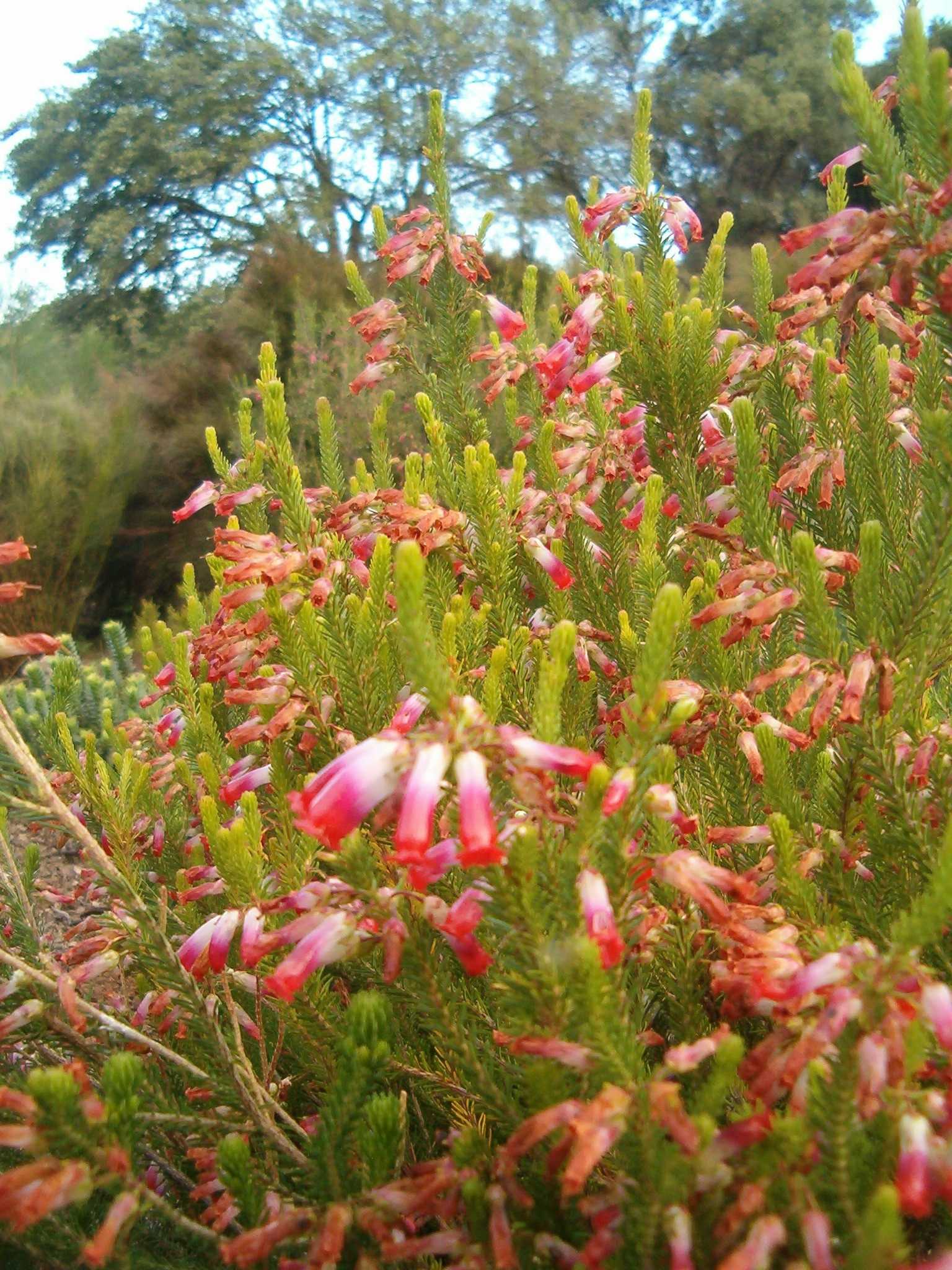
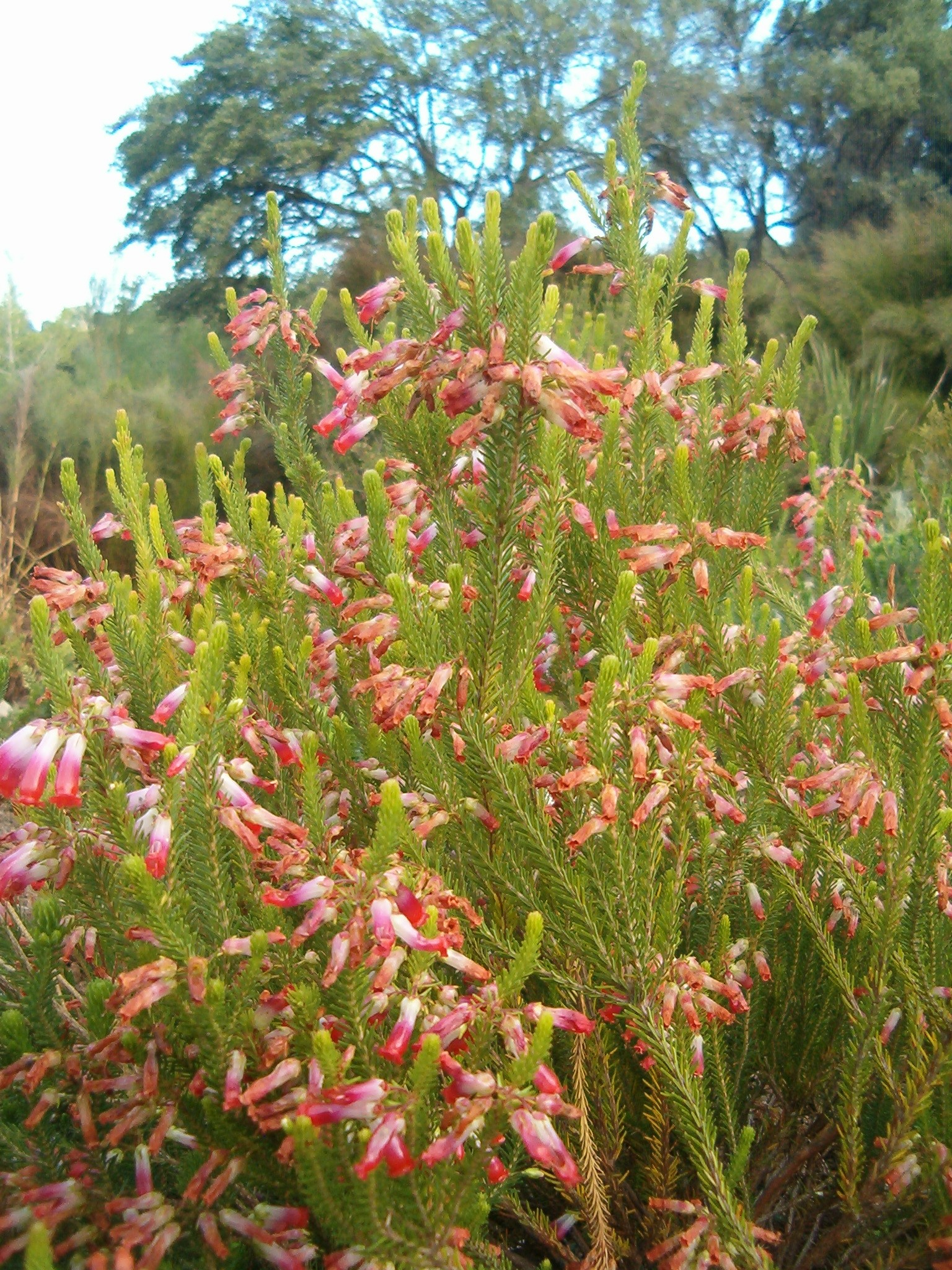
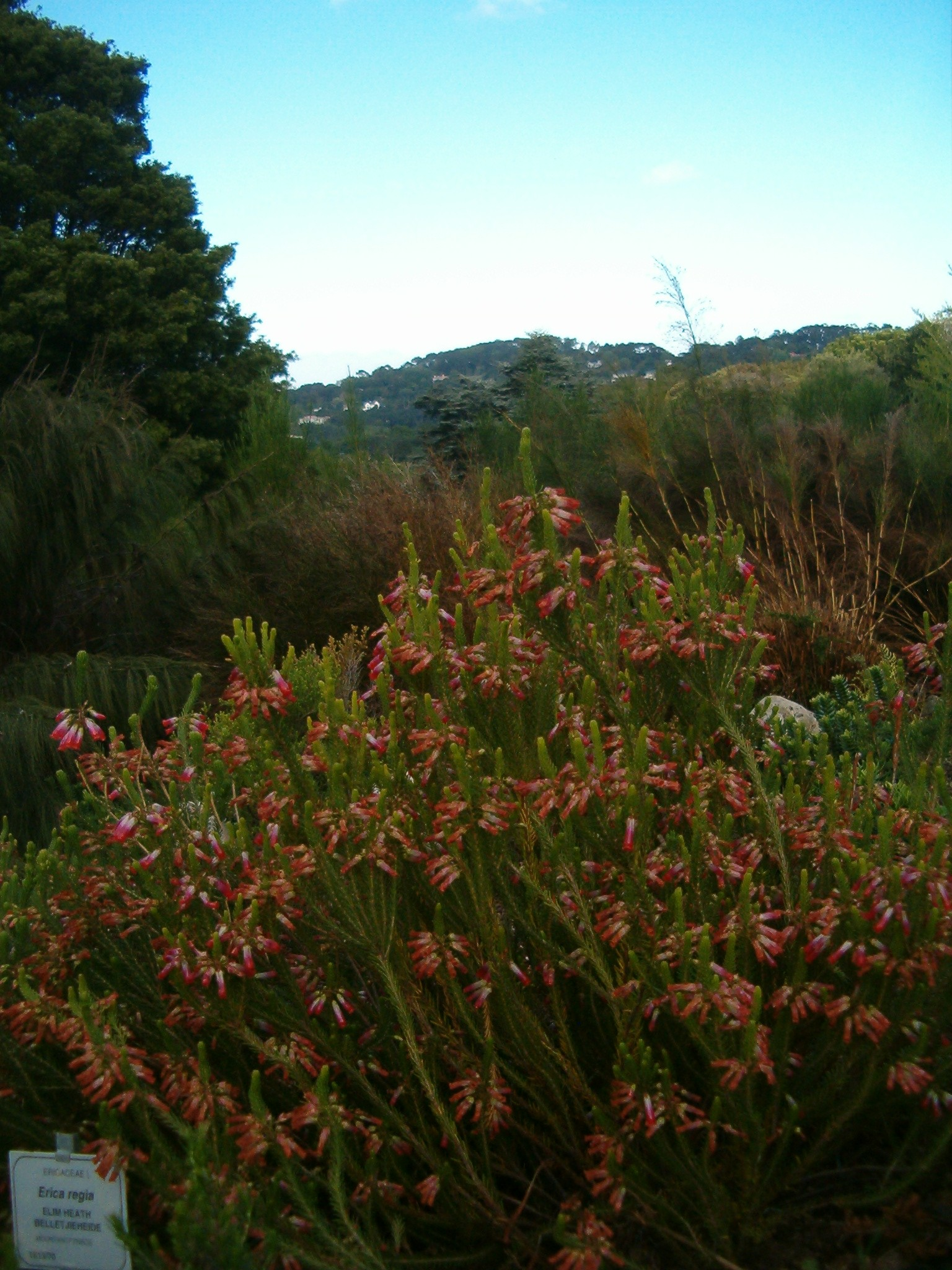
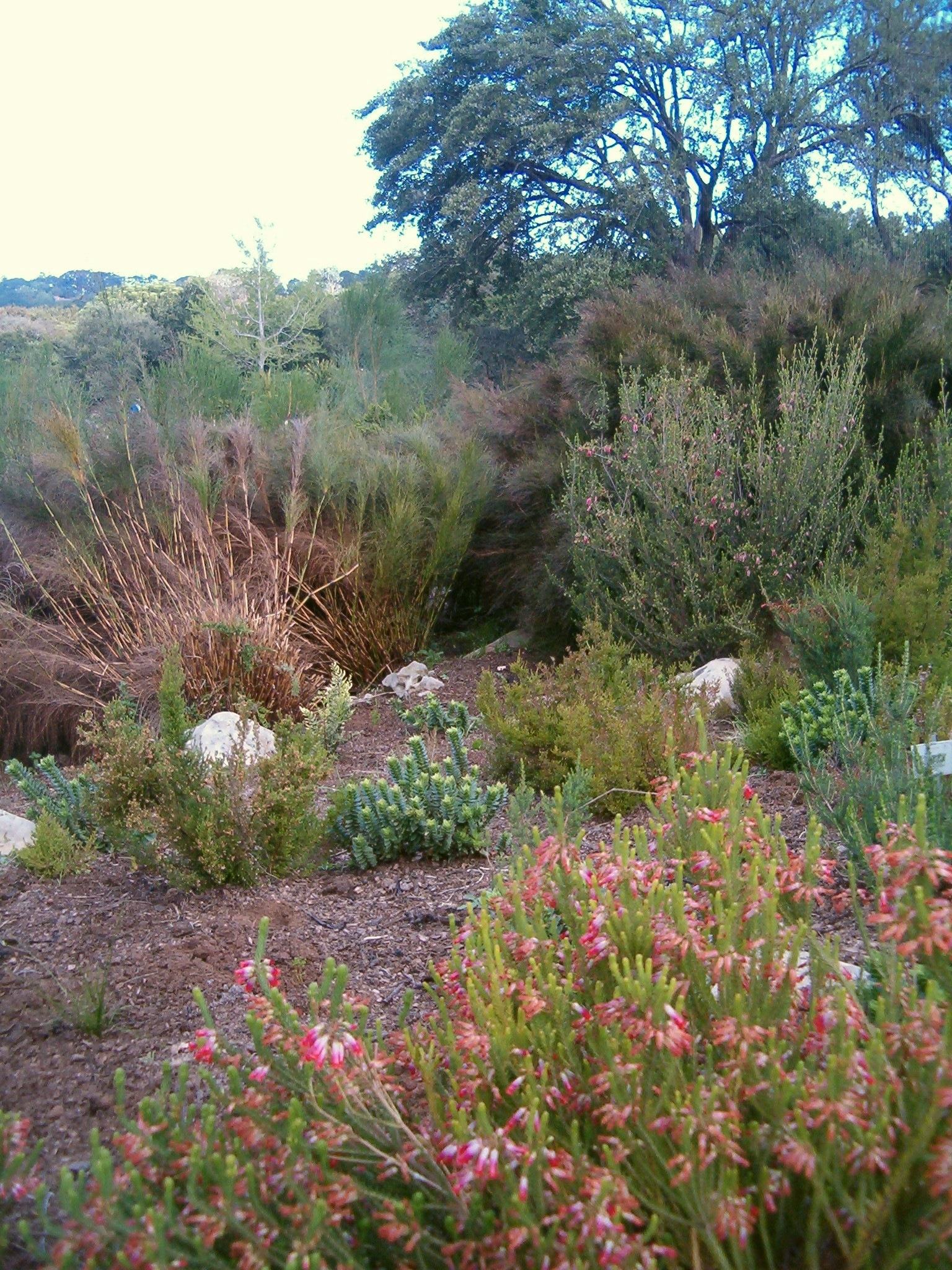